# أهيف (اسم)
أهيف هو اسم علم مذكر من أصل عربي، ومعناه هو الضامر البطن الرقيق الخصرمؤنثه هيفاء من الفعل هاف الغلام يهيف ضمر بطنه ورقت خاصرتاه.

## شخصيات تحمل الاسم
أهيف سنو

## وصلات خارجية
- موسوعة السلطان قابوس لأسماء العرب